# Runway 24
Runway 24（ 日语： ランウェイ24）是2019年7月6日至9月22日於朝日放送電視台・朝日電視台播出的電視劇，由朝比奈彩、犬飼貴丈、白石隼也等人主演，以廉價航空「樂桃航空」為舞台，劇情主要描述講述公司在節省成本及提升服務兩難下員工的奮鬥過程。

## 劇名意義
- 因樂桃航空以大阪關西國際機場作為基地，而該機場跑道方向為06與24[註 2]，故以「Runway 24」做為劇名及代表精神。
- 又2019年10月27日，香草航空併入樂桃航空，故劇中同樣也有航空公司合併的劇情，但以虛擬航空公司「SkyLoad」作為併入對象。

## 演員列表

### 主要人物
| 角色       | 演員       | 介紹 |
| 井上桃子   | 朝比奈彩   | 樂桃航空公司副機師，本劇女主角。 |
| 香月徹也   | 白石隼也   | 樂桃航空公司副機師(於32歲時升任機長，成為樂桃航空最年輕機長)。 先前在「東都航空」服務，新聞報導其暴力行為，但事實的原因為教官對其學弟進行職權騷擾，香月徹也與教官爭執中，教官意外摔落樓梯。後來則是在台灣與井上桃子逛街時，為了拯救可能被意外掉落的鋼管擊中而捨身保護井上桃子，導致自己未來永久無法飛行，轉任成飛行簽派員。 |
| 海野大介   | 犬飼貴丈   | 井上桃子的男友，家中開點心店。 |
| 新開浩平   | 長谷川朝晴 | 樂桃航空機長。 十分了解島崎翔一。 |
| 島崎翔一   | 豬野學     | 樂桃航空公司飛行簽派員，外人覺得個性古怪，但實際上十分冷靜且十分瞭解天氣。 |
| 淀川       | 小倉久寬   | 樂桃航空公司CEO。 |
| 山村一郎   | ko-dai     | 樂桃航空空服員。 |
| 浅野あかり | 傳谷英里香 | 樂桃航空空服員。 |
| 斎藤奈々子 | 蜂谷晏海   | 樂桃航空空服員。 |